# Stenosophrops tuberculata
Stenosophrops tuberculata är en skalbaggsart som beskrevs av Kobayashi 1986. Stenosophrops tuberculata ingår i släktet Stenosophrops och familjen Melolonthidae. Inga underarter finns listade i Catalogue of Life.